# جايك تابر
جاكوب بول تابر (مواليد 12 مارس 1969) هو صحفي ومؤلف ورسام كاريكاتير أمريكي. وهو رئيس مراسلي شبكة CNN بواشنطن، ويستضيف البرنامج الإخباري التلفزيوني طوال أيام الأسبوع The Lead with Jake Tapper وبرنامج الشؤون العامة صباح الأحد حالة الاتحاد .
قبل انضمامه إلى CNN ، عمل تابر في ABC News كمراسل أول للبيت الأبيض، حيث حصل على ثلاث جوائز Merriman Smith Memorial من جمعية مراسلي البيت الأبيض.
ساعد تابر في تغطية حفل تنصيب الرئيس أوباما الذي حصل على جائزة إيمي للتغطية المباشرة المتميزة لقصة إخبارية جارية. كان تابر جزءًا من الفريق الذي حصل على جائزة إدوارد آر مورو للفيديو: الأخبار العاجلة عن «الهدف بن لادن: موت العدو العام رقم 1».
ظهر كتابه The Outpost: An Untold Story of American Valor لأول مرة في المرتبة 10 في نوفمبر 2012 على قائمة New York Times Bestseller للأغلفة غير الخيالية. تم الاقتباس من كتاب تابر وتقاريره عن المحاربين القدامى والقوات عندما منحته جمعية ميدالية الشرف التابعة للكونغرس جائزة «تكس» مكري للتميز في الصحافة.
جذبت المناظرة التمهيدية الجمهورية التي تمت إدارتها في سبتمبر 2015 أكثر من 23 مليون مشاهدة، مما يجعلها البرنامج الأكثر مشاهدة في تاريخ CNN وثاني أكثر نقاش أولي مشاهد على الإطلاق. كما أدار المناظرة الرئاسية للحزب الجمهوري في ميامي في 10 مارس 2016، والتي اجتذبت ما يقرب من 12 مليون مشاهد،  وفقًا لفارايتي ، «نالت الإشادة لمضمونها».

## حياة سابقة
وُلد تابر في مدينة نيويورك ونشأ في كوين فيليدج بفيلادلفيا. هو ابن ثيودور س. «تيد» وهيلين آن (ني بالماتير) تابر. تقاعدت والدته، وهي كندية الأصل،  كممرضة نفسية في المركز الطبي لشؤون المحاربين القدامى في فيلادلفيا.[بحاجة لمصدر] والده من شيكاغو، تخرج من كلية دارتموث وكلية الطب بجامعة هارفارد،  واستمر في العمل كرئيس لطب الأطفال بجنوب فيلادلفيا وأستاذ مساعد في طب الأطفال في كلية جيفرسون الطبية. كان والديه يهوديان، اعتنقت والدته التي نشأت في الكنيسة المشيخية اليهودية. أمضى تابر الصيف في حضور مخيم الرامة الصيفي اليهودي في بوكونوس.
التحق تابر بمدرسة فيلادلفيا، وهي مدرسة ابتدائية تقدمية ومستقلة تشتهر برحلاتها الأسبوعية خارج الفصل الدراسي إلى المزارع وما إلى ذلك. في الصف الثامن قام بعمل شريط فكاهي لصحيفة أسبوعية محلية مجانية. التحق لاحقًا بأكاديمية أكيبا العبرية، وهي مدرسة نهارية يهودية مستقلة كانت موجودة سابقًا في ميريون، بنسلفانيا، والتحق بكلية دارتموث، التي تخرج منها في بيتا كابا وحصل على درجة البكالوريوس في التاريخ مع مرتبة الشرف ، تم تعديلها بواسطة الدراسات المرئية، في عام 1991. في دارتموث، كان تابر عضوًا في أخوية ألفا تشي ألفا. التحق لفترة وجيزة بمدرسة USC للفنون السينمائية.

## المسار المهني
في عام 1992، عملت تابر كسكرتير صحفي للحملة الانتخابية للمرشحة الديمقراطية للكونغرس مارجوري مارجوليس-ميزفينسكي (PA-13) ثم عمل لاحقًا كسكرتير صحفي للكونغرس. عمل تابر أيضًا في شركة Powell Tate ، وهي شركة علاقات عامة بواشنطن العاصمة، يديرها الديموقراطي جودي باول والجمهوري شيلا تيت. عمل تابر أيضًا لفترة وجيزة لصالح شركة Handgun Control، Inc. (الآن مركز برادي لمنع عنف السلاح) في عام 1997.
كتب تابر عدة مقالات ككاتب مستقل ثم بدأ حياته المهنية في الصحافة بدوام كامل في عام 1998 ؛ لمدة عامين، كان كاتبًا رئيسيًا في صحيفة مدينة واشنطن . أثناء وجوده هناك، كتب تابر مقالًا عن الذهاب في موعد مع مونيكا لوينسكي،  مما أدى إلى تشويه ثقافة واشنطن في الفضيحة. فاز تابر بجائزة جمعية الصحفيين المحترفين عن عمله في صحيفة Washington City Paper .
كان تابر مراسل واشنطن لموقع Salon.com من 1999 إلى 2002. تم ترشيح تقارير تابر حول إنرون لجائزة جامعة كولومبيا للصحافة على الإنترنت لعام 2002، وكان من أوائل المتسائلين عن مزاعم إدارة بوش حول امتلاك العراق لأسلحة دمار شامل.
في عام 2001، كان تابر مضيفًا لبرنامج حواري إخباري لشبكة CNN بعنوان Take Five . كان تابر أيضًا كاتب عمود في مجلة TALK ، وكتب لمجلة The New Yorker ، و The New York Times Magazine ، و The Washington Post ، و Los Angeles Times ، و The Weekly Standard ، ومنشورات أخرى. كان تابر مساهمًا دائما في كل الأشياء التي تم اعتبارها في الإذاعة الوطنية العامة وأدرج عمله في «أفضل كتابة سياسية أمريكية لعام 2002». كان تابر مراسلًا لسلسلة من العروض الإخبارية الخاصة بـ VH1 في عام 2002.

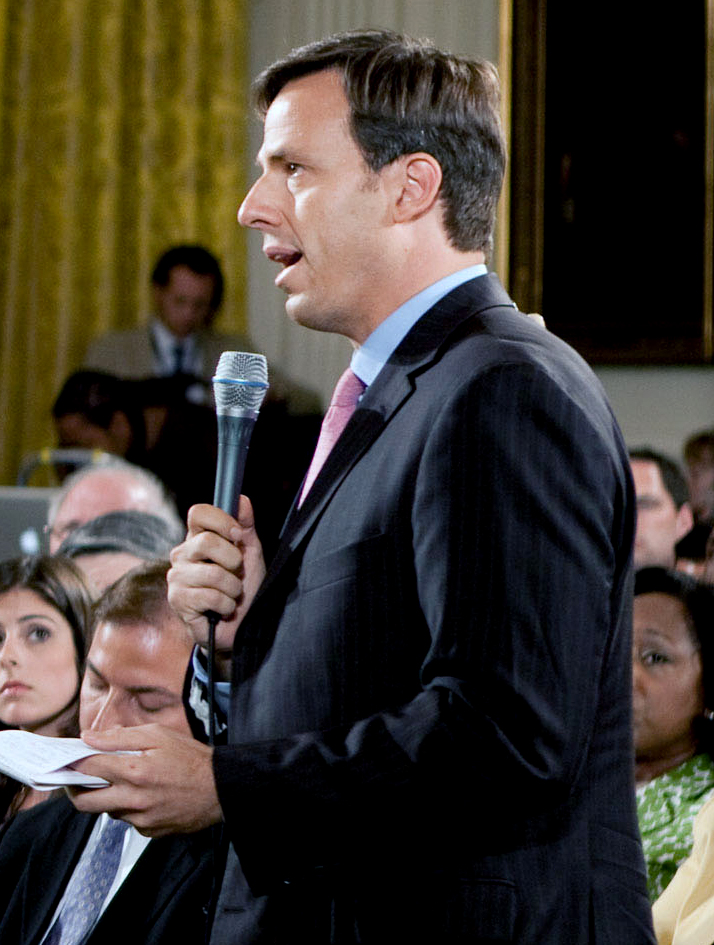
تابر في البيت الأبيض عام 2009

استأجرت ABC News تابر في عام 2003. أثناء عمله هناك، غطى تابر مجموعة من الموضوعات بما في ذلك العمل في مكتب ABC News في بغداد، ومن نيو أورليانز بعد فشل السدود بعد إعصار كاترينا، ومن أفغانستان. من مارس إلى يوليو 2010، كان تابر مرساة المؤقت ABC في هذا الأسبوع ، واستضافة البرنامج حتى كريستين أمان بور أصبح مرساة هذا الأسبوع .
تم تعيين تابر رئيس مراسلي البيت الأبيض في 5 نوفمبر 2008، في اليوم الموالي للانتخابات الرئاسية لعام 2008. في 2010 و 2011 و 2012، منحته جمعية مراسلي البيت الأبيض جائزة ميريمان سميث التذكارية لتغطية رئاسية تحت ضغط الموعد النهائي. لقد كان جزءًا رئيسيًا من تغطية ABC News لتنصيب الرئيس أوباما الذي حصل على جائزة الايمي للتغطية المباشرة المتميزة لقصة إخبارية حالية.
تم تخطي تابر كمرشح ليحل محل جورج ستيفانوبولوس كمذيع لهذا الأسبوع عندما تم اختيار ستيفانوبولوس ليحل محل ديان سوير كمضيف مشارك لـ Good Morning America بعد أن أصبحت مذيعة أخبار العالم. تم اختيار كريستين أمان بور من سي إن إن كبديل لستيفانوبولوس. عمل تابر كمذيع مؤقت حتى تولى أمان بور مسؤولية العرض في 1 أغسطس 2010. تم تخطيه مرة أخرى عندما قرر ستيفانوبولوس العودة إلى المنصب.

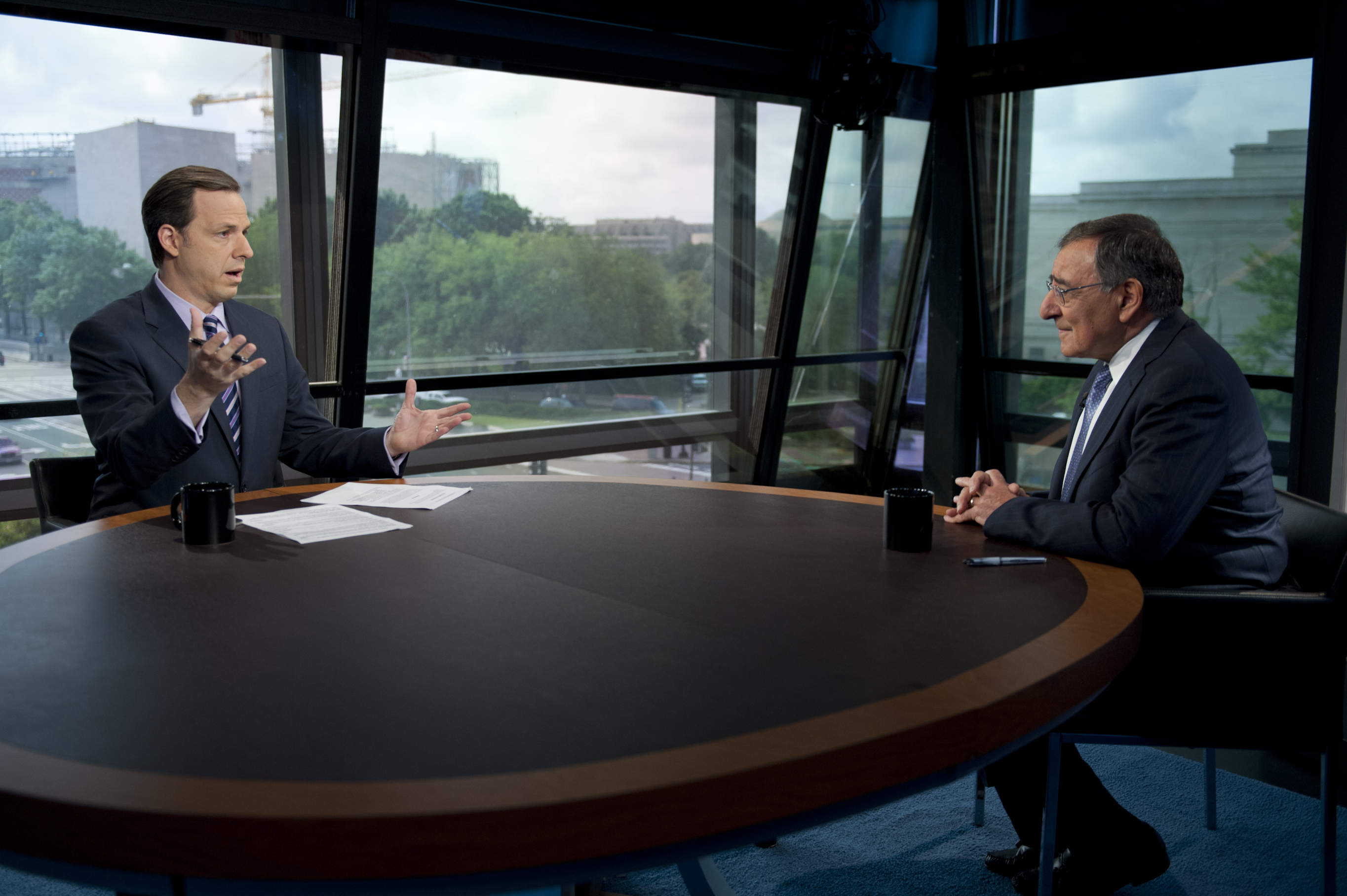
أجرى تابر مقابلة مع وزير الدفاع الأمريكي ليون بانيتا في عام 2012

ساهم تابر بانتظام في Good Morning America و Nightline و World News مع ديان سوير. بالإضافة إلى ترسيخ إصدارات World News و Good Morning America في عطلة نهاية الأسبوع و Nightline ، كان تابر مضيفًا بديلاً متكررًا لهذا الأسبوع وعمل كمضيف مؤقت لجزء كبير من عام 2010، وسجل أول مقابلة تلفزيونية مع مدير وكالة المخابرات المركزية ليون بانيتا، وكذلك حصريًا مع نائب الرئيس بايدن، وكبير موظفي البيت الأبيض رام إيمانويل، والجنرال المتقاعد كولين باول، ورئيس مجلس الاحتياطي الفيدرالي السابق آلان جرينسبان، بالإضافة إلى مقابلات مع صانعي الأخبار الآخرين مثل زعيم الأغلبية في مجلس النواب ستيني هوير، دي ماريلاند، زعيم الأقلية في مجلس النواب جون بوينر، ار أوهايو، وزعيم الأقلية في مجلس الشيوخ ميتش مكونيل.
بصفته مراسل البيت الأبيض، أجرى تابر مقابلة مع الرئيس أوباما عدة مرات. قبل مهمته في البيت الأبيض، كان تابر مراسلًا سياسيًا وطنيًا / رفيع المستوى لشبكة ABC News في مكتب الشبكة في واشنطن العاصمة. ساهم بتقرير في إذاعة World News Tonight مع بيتر جينينغز الذي فاز بجائزة Edward R. Murrow لعام 2005 لأفضل نشرة إخبارية على الشبكة. بصفته المراسل الرئيسي لقناة ABC News التي تغطي الانتخابات الرئاسية لعام 2008، فقد حصل على تقدير للقصص العاجلة والإنصاف. سافر تابر من ولاية آيوا إلى نيو هامبشاير إلى ساوث كارولينا وما وراءها، وأجرى مقابلة مع المرشح الجمهوري للرئاسة السيناتور. جون ماكين، الجمهوري من أريزونا، والمرشح الديمقراطي المفترض للرئاسة السناتور. باراك أوباما الديمقراطي، بالإضافة إلى مرشحين آخرين للبيت الأبيض بمن فيهم السناتور السابق. جون إدواردز، DNC ، وعمدة نيويورك السابق رودي جولياني، وحاكم أركنساس السابق مايك هوكابي، وحاكم ولاية نيو مكسيكو بيل ريتشاردسون، وحاكم ماساتشوستس السابق ميت رومني.[بحاجة لمصدر]

### سي إن إن
تم الإعلان في 20 ديسمبر 2012، أن تابر سينضم إلى CNN وسيرسي برنامجًا جديدًا خلال أيام الأسبوع ويعمل كمراسل رئيسي للشبكة في واشنطن. بدأ مع CNN في يناير 2013، حيث استضاف برنامجه الخاص، The Lead with Jake Tapper .
فاز The Lead with Jake Tapper بثلاث جوائز National Headliner لتقاريره في عام 2013. ومن بين شبكات البث التلفزيوني وشبكات الكابل والقائمين بالتوزيع، فاز The Lead with Jake Tapper بالجائزة الأولى لتغطيته لتفجير ماراثون بوسطن، والجائزة الثانية عن تغطيته لأعاصير أوكلاهوما في فئة «تغطية حدث إخباري كبير». وفازت بالجائزة الثالثة عن تغطيتها لتفجير ماراثون بوسطن في فئة «استمرار التغطية لحدث إخباري كبير». في عام 2014، تم تكريم The Lead لسلسلة من التقارير حول الاحتيال الأكاديمي في جامعة نورث كارولينا في تشابل هيل من قبل المراسلة سارة غانم مع جائزة سيجما دلتا تشي من جمعية الصحفيين المحترفين للتقرير التحقيقي.
في يونيو 2015، أصبح تابر مضيفًا لبرنامج CNN السياسي يوم الأحد، حالة الاتحاد مع جيك تابر . هناك، اشتهر بتحديه للسياسيين من جميع المشارب، بما في ذلك تحدي السناتور بيرني ساندرز للإفراج عن إقراراته الضريبية؛  وسأل جيب بوش لماذا هيلاري كلينتون مسؤولة عن بنغازي إن كان شقيقه جورج دبليو بوش لا يتحمل أي مسؤولية عن الهجمات الإرهابية في 11 سبتمبر،  كما سأل هيلاري كلينتون عن حقيقة تحقيق مكتب التحقيقات الفيدرالي عن خادم البريد الإلكتروني الخاص بها؛  وقيامه بسؤال دونالد ترامب عما إذا كان سيدين الدعم المقدم من المتعصبين للبيض، كو كلوكس كلان وديفيد ديوك  – الذي أشير إليه بعد أيام باسم «تبادل تابر وترامب سيئ السمعة» من قبل ميت رومني  في خطابه في مارس 2016 الذي أدان فيه ترامب.
في 16 سبتمبر 2015، أدار تابر نقاشين رئيسيين جمهوريين من مكتبة رونالد ريغان الرئاسية في سيمي فالي، كاليفورنيا. اجتذب النقاش الرئيسي معدل 23.1 مليون مشاهد، مما يجعله البرنامج الأكثر مشاهدة في تاريخ CNN وثاني أكثر المناظرات الأولية مشاهدة على الإطلاق. كما أدار المناظرة الرئاسية الجمهورية في 10 مارس 2016 في ميامي، والتي اجتذبت ما يقرب من 12 مليون مشاهد  ووفقًا لـ Variety «نالت الإشادة لمضمونها».
في عام 2017، حصل على جائزة والتر كرونكايت للتميز في الصحافة السياسية التلفزيونية من كلية يو إس سي أنينبرغ للاتصالات والصحافة. في عام 2017 أيضًا، حصل على جائزة John F. Hogan للخدمة المتميزة من جمعية الأخبار الرقمية للإذاعة والتلفزيون.
في عام 2018، كان تابر جزءًا من فريق مكون من أربعة أشخاص في سي إن إن شمل كارل بيرنشتاين، وجيم سيوتو، وإيفان بيريز، الذين فازوا بجائزة ميريمان سميث للتقرير الإذاعي عن البيت الأبيض تحت ضغط الموعد النهائي. " 
في أغسطس 2019، انتقدت النائبة الديمقراطية رشيدة طليب تابر على «مقارنة دعاة حقوق الإنسان الفلسطينيين بالقوميين البيض الإرهابيين»، ووصفتها بأنها «كذبة في الأساس». اجابة على ذلك، قال تابر إن «أولئك الذين يعتقدون أن القادة الفلسطينيين يتحملون المسؤولية عن التحريض على الإرهاب لا يمكنهم بعد ذلك أن يتركوا قادة الولايات المتحدة يخرجون من مأزقهم متصرفين كأن الكلمات لا تهم».

### البرامج والوسائط الأخرى
ساهم تابر في GQ و The Weekly Standard و NPR's All Things Consiced و The New York Times و The Washington Post . في عام 2001، استضاف برنامج Take Five على CNN ، حيث ناقش الصحفيون والمعلقون الشباب السياسة والثقافة الشعبية. في عام 2002، استضاف سلسلة من العروض الإخبارية الترفيهية الخاصة على VH1 ، وفي عام 2003 استضاف عروضًا تركز على فيلم مستقل على قناة Sundance . كان تابر أيضًا ضيفًا على Jimmy Kimmel Live ، The Colbert Report ، في وقت متأخر من الليل مع Seth Meyers ، Conan ، <i id="mwATs">The View</i> ، Real Time مع Bill Maher ، وظهر في بودكاست القاضي John Hodgman بصفته مأمور الضيف، واقفاً في منصب المأمور العادي جيسي Thorn خلال حلقة 31 أغسطس 2011 بعنوان "De Plane".

### الأعمال المنشورة

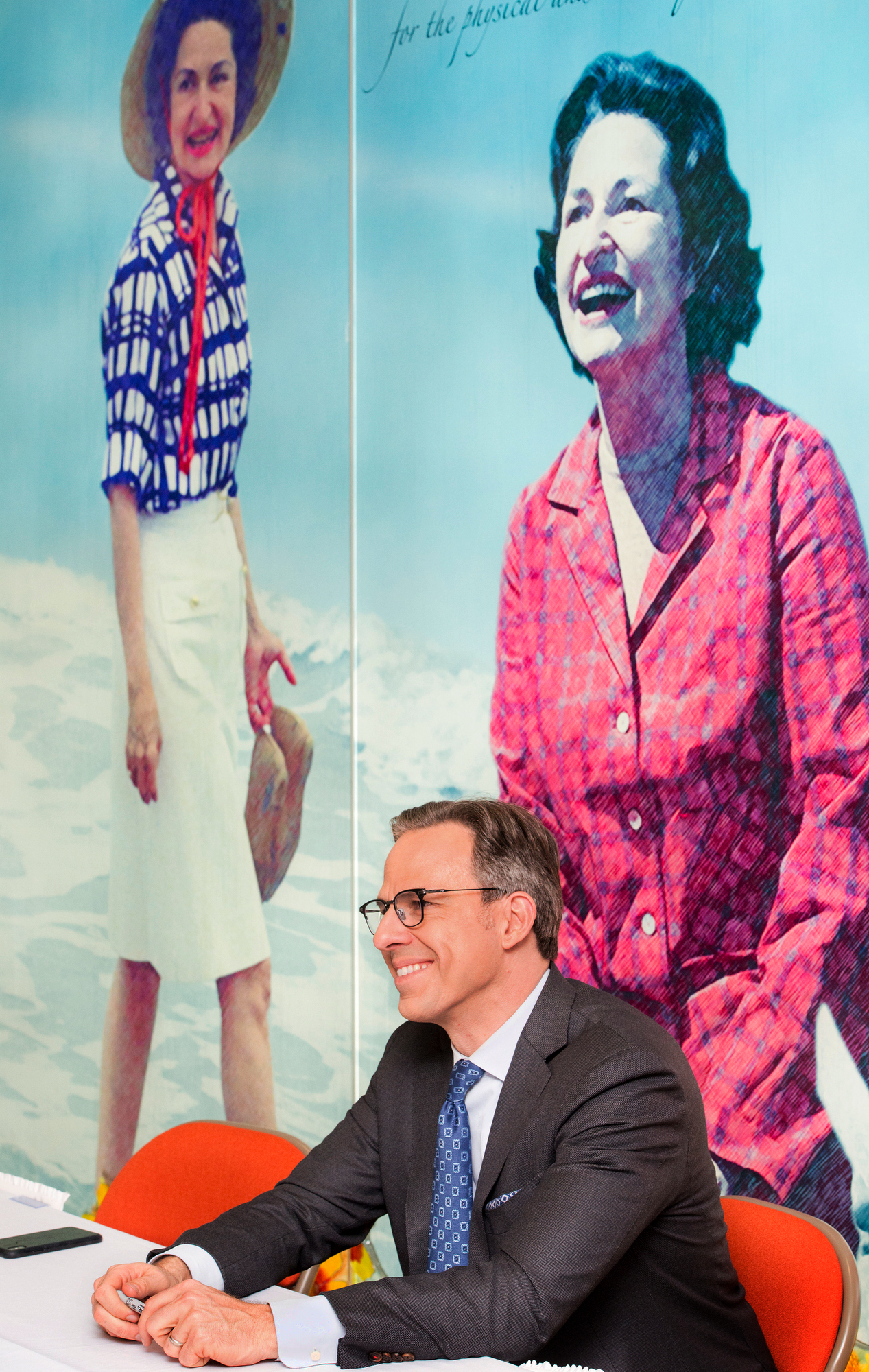
تابر في مكتبة LBJ الرئاسية عام 2018

في 24 أبريل 2018، نشرت Little، Brown and Company رواية Tapper الأولى، وهي قصة سياسية مثيرة بعنوان <i id="mwAUs">The Hellfire Club</i> . تتبع الرواية عضوًا خياليًا في الكونجرس يكتشف الفساد والمؤامرة في واشنطن في الخمسينيات من القرن الماضي، في ذروة حقبة مكارثي. ظهر الكتاب لأول مرة في المرتبة الثالثة في قائمة أفضل الكتب مبيعًا في نيويورك تايمز لأغلفة Hardcover ، وظل في قائمة أفضل الكتب مبيعًا لمدة أربعة أسابيع. وصفت وكالة أسوشيتيد برس نادي هيلفاير بأنه «ثاقب... حسن الكتابة وجدير بالاهتمام». وصفت مجلة اللوحي الرواية بأنها «جيدة بشكل مذهل». قالت يو إس إيه توداي إن المؤلف «يتأرجح» و «يثبت أنه يمتلك موهبة تقليب الصفحات في روايته الأولى المسلية». تكملة The Hellfire Club
The Devil May Dance ، من المقرر إطلاقها في مايو 2021، وتكمل قصة حياة تشارلي ومارجريت ماردير.
تابر هو أيضًا مؤلف The Outpost: An Untold Story of American Valor ، وهو كتاب نال استحسان النقاد عن القوات الأمريكية في أفغانستان ظهر لأول مرة في المرتبة العاشرة في قائمة New York Times الأكثر مبيعًا للكتب غير الخيالية. وصف بوب وودوارد الكتاب بأنه «تقارير رائعة ومخصصة من قبل صحفي يذهب إلى أرض الميدان للوصول إلى الحقيقة. قصة حزينة وحقيقية عن هذه الحرب، أمريكا والمحاربون الشجعان الذين يعيشون ويموتون في سن الرمح» ويطلق عليها جون كراكور «قصة محيرة للعقل وحقيقية للغاية عن البطولة والغطرسة والفشل الإستراتيجية والتضحية المفجعة. إذا كنت تريد أن تفهم كيف خرجت الحرب في أفغانستان عن مسارها، فأنت بحاجة إلى قراءة هذا الكتاب».[بحاجة لمصدر] في عام 2014، كرمت ميدالية الكونغرس لجمعية الشرف تابر للكتاب وتقاريره حول الموضوعات العسكرية بشكل عام مع جائزة تكس مكري للتميز في الصحافة. تم إصدار فيلم مأخوذ من إخراج رود لوري عن The Outpost في يوليو 2020، وبطولة ميلو جيبسون وأورلاندو بلوم وسكوت إيستوود وكاليب لاندري جونز.
بالإضافة إلى The Outpost ، فإن تابر هو مؤلف كتاب Down and Dirty: The Plot to Steal the President ، استنادًا إلى الانتخابات الرئاسية لعام 2000 ، والتي وصفتها صحيفة واشنطن بوست بأنها «حيوية»، وشيكاغو تريبيون «انصباب متخبط يستحق القراءة» و الديلي تلغراف «منشغ». كما كتب Body Slam: The Jesse Ventura Story (مطبعة سانت مارتن) التي اقتطعتها مجلة واشنطن بوست .
ظهر شريطه الهزلي Capitol Hell في Roll Call من 1994 إلى 2003. كما ساهم في الرسوم الكاريكاتورية لمجلة The American Spectator ولوس أنجلوس تايمز وفيلادلفيا إنكويرر . خلال أسبوع 23 مايو 2016، رسم ضيف تابر رسم كاريكاتوري ديلبرت . تم بيع الرسومات الأصلية بالمزاد العلني عبر الإنترنت لجمع الأموال من أجل المنازل لمؤسسة القوات الخاصة بنا.

## الجوائز والتكريمات
بصفته كبير مراسلي البيت الأبيض لـ ABC News ، تم تكريم تابر بثلاث جوائز Merriman Smith التذكارية للصحافة الإذاعية. كانت الجائزة التذكارية مريمان سميث الأولى للإبلاغ عن عدم الامتثال للقوانين التي تنظم إعداد التقارير الضريبية من قبل وزارة الصحة والخدمات الإنسانية زير مرشح وزعيم الأغلبية السابق في مجلس الشيوخ توم داشل (D - SD)،  الاضطرابات التي خرجت عن مسارها في نهاية المطاف لترشيح داشل. والثانية تتعلق بقصة 2010 التي طلب فيها الرئيس أوباما استقالة مدير المخابرات الوطنية الأدميرال دينيس سي بلير (متقاعد). وكانت المرة الثالثة لكسر قصة عام 2011 أنه كان من المتوقع أن تقوم وكالة التصنيف Standard and Poor's بخفض تصنيف AAA لديون الحكومة الأمريكية. بصفته مذيعًا لشبكة CNN ، حصل على جائزة ميريمان سميث الرابعة في عام 2018 كجزء من فريق نشر الأخبار التي تفيد بأن الرئيس المنتخب دونالد ترامب والرئيس باراك أوباما قد تم إطلاعهما على الملف السيئ السمعة الذي يزعم أن روسيا لديها طرق ابتزاز بخصوص دونالد ترامب.
في عام 2017، فاز تابر بالعديد من الجوائز، بما في ذلك جائزة والتر كرونكايت للتميز في الصحافة السياسية. وأشار القضاة إلى دفاعه الجريء عن الحقيقة وأسلوب المقابلات الدؤوب. كما فاز بجائزة جون إف هوجان للخدمة المتميزة من RTDNA ، والتي «تعترف بإسهامات الفرد في مهنة الصحافة وحرية الصحافة»،  بالإضافة إلى جائزة CJF Tribute التي تمنح لمن يلتزم بأعلى معايير الصحافة. وإلهام الصحفيين حول العالم. منحته مجلة Moment جائزة روبرت س. جرينبرغر للصحافة الافتتاحية عن «بحثه الدؤوب عن الحقيقة والمسؤولية». منحه نادي دارتموث بواشنطن جائزة دانيال ويبستر للخدمة العامة المتميزة.
في عام 2018، فاز Tapper بجائزة Vetty ، تقديراً لتغطيته لقضايا قدامى المحاربين.
في 6 تموز (يوليو) 2009، أطلق دان أبرامز، شخصية تلفزيونية سابقة في MSNBC (ومحلل قانوني حالي في ABC)، خدمة موقع على شبكة الإنترنت، Mediaite ، تقدم تقارير عن شخصيات إعلامية، وتصنف جميع الصحفيين العاملين في التلفزيون في أمريكا حسب التأثير. في ديسمبر 2010، احتل تابر المرتبة الأولى. ولا يزال الدعامة الأساسية في القائمة السنوية، والتي تم الاعتراف بها مؤخرًا في عام 2018 «لقدرته على محاسبة الجمهوريين والديمقراطيين على قدم المساواة» و «لحظاته الجديرة بالملاحظة في عام 2018 ؛ في قاعة مدينة باركلاند المروعة، التي كانت رائعة وجها لوجه مع جيمس كومي ومبارياته المعتادة في السجال مع مسؤولي ترامب».
في عام 2016، تم تكريم The Lead بجائزتين وطنيتين رئيسيتين: أفضل بث إخباري (شبكات التلفزيون الإذاعية، وشبكات الكابل، والقائمون بالتناغم) وأفضل تغطية لحدث إخباري رئيسي (شبكات البث التلفزيوني، وشبكات الكابل، ونشرة أخبار الموزعين) لتغطية البرنامج. هجمات باريس في نوفمبر 2015.
منح نادي لوس أنجلوس للصحافة تابر جائزة الرئيس لعام 2017 للتأثير على وسائل الإعلام. وقال رئيس نادي الصحافة: «خلال انتخابات مثيرة للانقسام، كان جيك تابر على استعداد لمواجهة سياسيين من كلا الجانبين». «أسلوبه الفعال في المقابلة يتحول إلى جوهر لانه على استعداد لطرح الأسئلة الصعبة، والاستماع بعناية، ثم المتابعة بالإجابة الصحيحة بدقة للوصول إلى جوهر الأمر».
حصل تابر أيضًا على درجتين فخريتين من جامعة أمهيرست  ودارتماوث.

## الحياة الشخصية
في عام 2006، تزوج تابر من جينيفر ماري براون، المسؤولة السابقة لتنظيم الأسرة،  في مسقط رأسها في ولاية ميسوري. يقيمون في واشنطن العاصمة مع طفليهم.
يعتبر تابر معجب مدى الحياة لفيلادلفيا فيليز، فيلادلفيا فلايرز، فيلادلفيا إيجلز، وفيلادلفيا 76ers.

## روابط خارجية
- الموقع الرسمي
- الصدارة مع جيك تابر
- ملف تعريف CNN
- Tapper مرات الظهور على سي-سبان

قالب:S-media
| منصب مُستحدث | سي إن إن Chief Washington Correspondent         | الحالي |
| سبقه        | إيه بي سي نيوز Chief البيت الأبيض Correspondent | تبعه   |